# Echeveria decumbens
Echeveria decumbens là một loài thực vật có hoa trong họ Crassulaceae. Loài này được Kimnach miêu tả khoa học đầu tiên năm 1995.